# Szárföld, Győr-Moson-Sopron
Szárföld  este un sat în districtul Kapuvár, județul Győr-Moson-Sopron, Ungaria, având o populație de 904 locuitori (2011). 

## Demografie
Componența etnică a satului Szárföld
     Maghiari (98,37%)
     Germani (1,16%)
     Necunoscut (0,46%)
     Alții (0,46%)
Componența confesională a satului Szárföld
     Reformați (2,21%)
     Fără religie (1,44%)
     Luterani (1,11%)
     Necunoscută (95,24%)
Conform recensământului din 2011, satul Szárföld avea 904 locuitori. Din punct de vedere etnic, majoritatea locuitorilor (98,37%) erau maghiari, cu o minoritate de germani (1,16%). Apartenența etnică nu este cunoscută în cazul a 0,46% din locuitori. Nu există o religie majoritară, locuitorii fiind reformați (2,21%), persoane fără religie (1,44%) și luterani (1,11%). Pentru 95,24% din locuitori nu este cunoscută apartenența confesională.